# Norr Enby gård

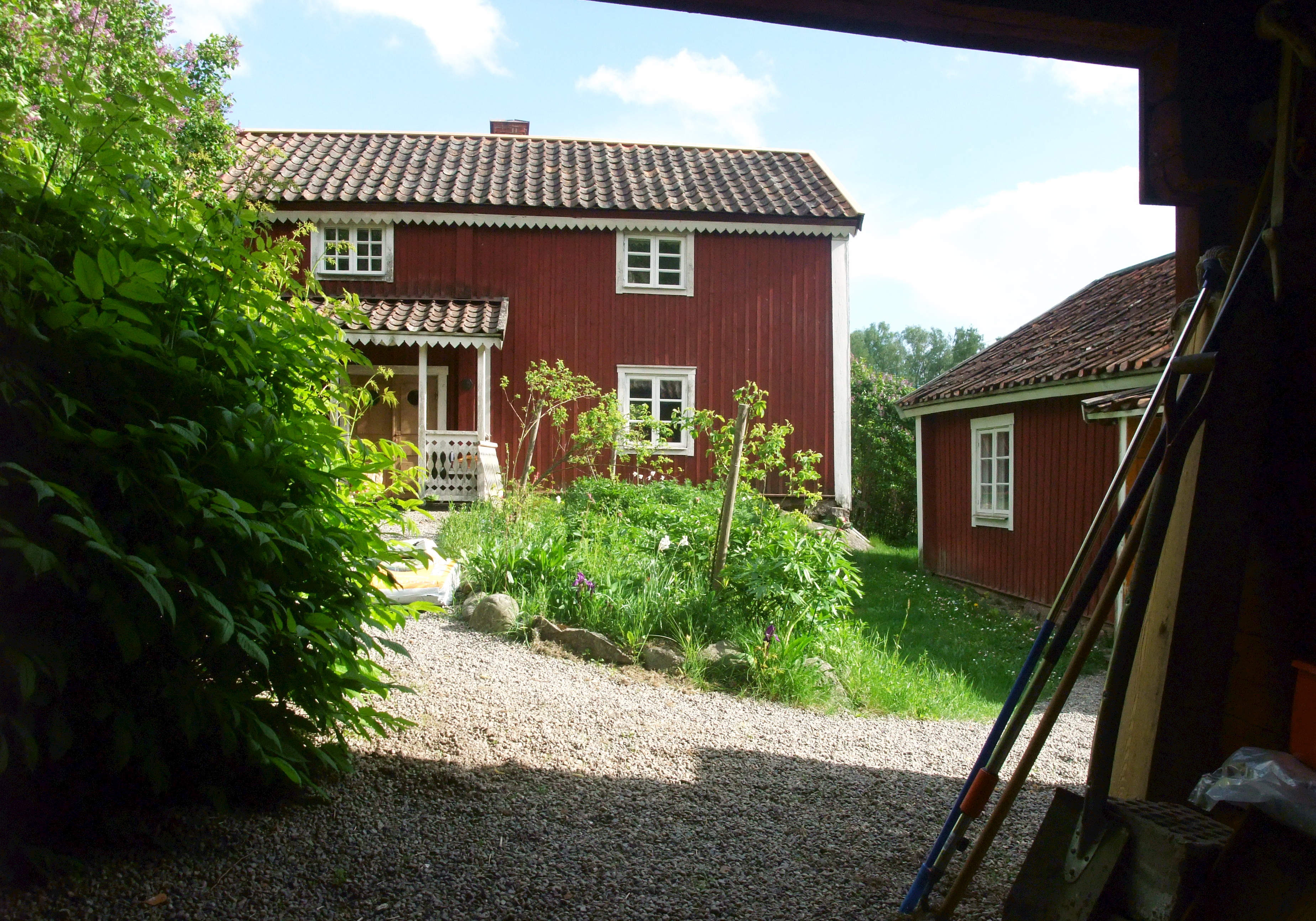
Norr Enby gård, Oppgården sedd genom portlidret, Andrestugan till höger.

Norr Enby gård, även kallad Norr Enbystugan, ligger i Sorunda socken och Nynäshamns kommun på Södertörn. Gården är registrerad som byggnadsminne sedan 29 september 1975.

## Historik

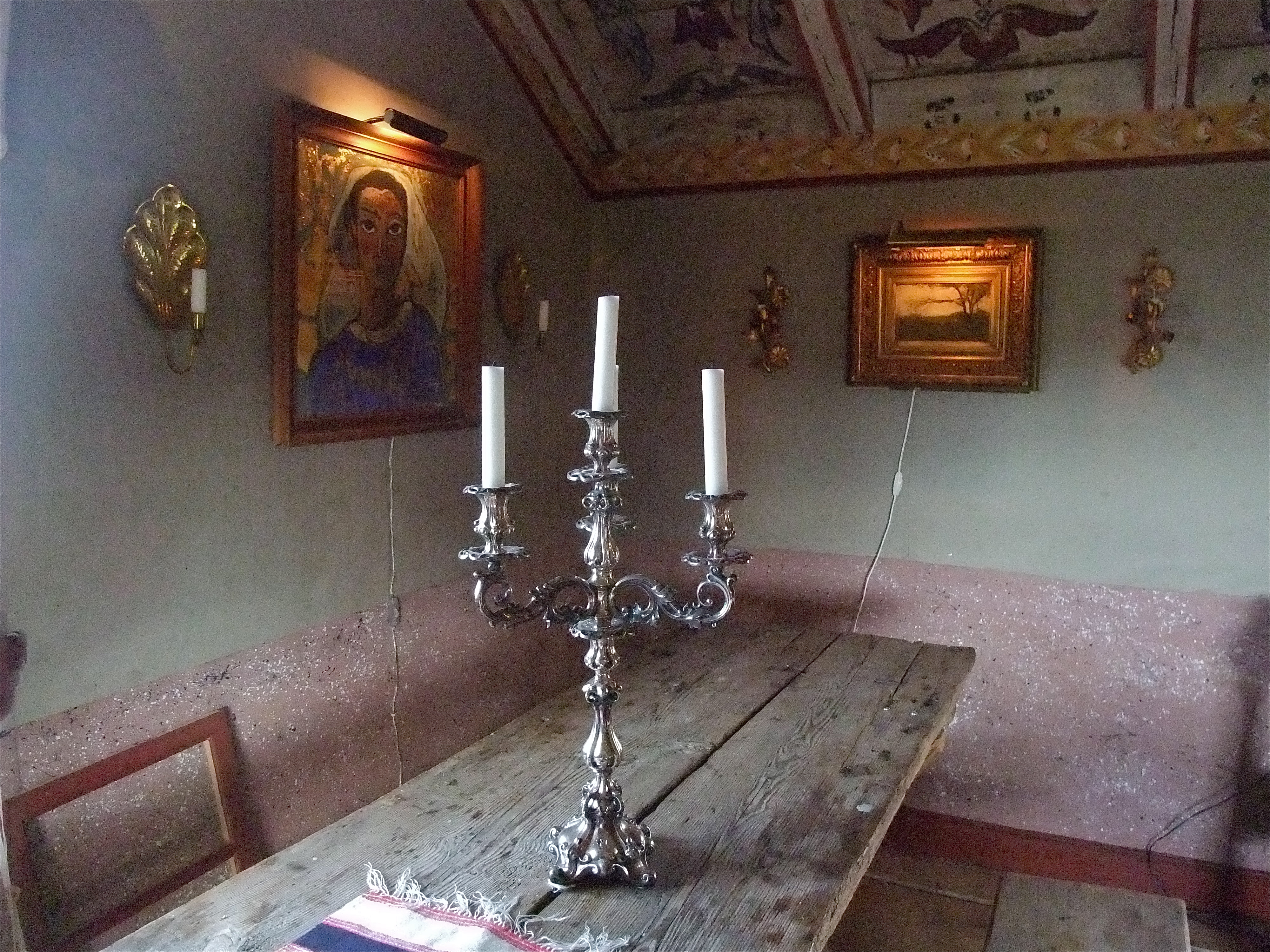
Norr Enby gård, interiör gästabudssalen.

Den nuvarande huvudbyggnaden antas vara byggd kring mitten av 1700-talet. Enligt en äldre karta fanns dock en byggnad på platsen 1698 medan gården i övrigt står omnämnd redan 1281 som Eneby, alltså byn där det växte gott om enbuskar. Byn som tidigare bestod av tre gårdar låg på varsin sida om landsvägen. De två på norra sidan sammanslogs och blev den enhet som nu utgör Norr Enbystugan. På Häradskartan från 1906 står Södergården på landsvägens södra sida utsatt som gästgivargård.
I Norr Enbystugan som även kallas Oppgården, finns en gästabudssal med ett målat tredingstak från 1750. Takmålningens dekor är polykrom och består av blomstergirlanger och vinrankor i karolinsk stil. I ett av de bemålade takfälten finns en medaljong med texten: "Herren bevara detta hus från eld och annan fara". När stugan som först bestod av en våning påbyggdes med den övre våningen i slutet av 1700-talet, lät man flytta upp det dekorerade taket från den nedre. Intill Oppgården på östra sidan om gårdsplanen ligger Andrestugan, en undantagsstuga, troligtvis från 1800-talet och vid infarten från söder finns ett portlider från samma tid. 
Gården har till större delen konserverats och återställts under 2011. Oppgården i Norr Enby som under flera sekler varit en gammal släktgård och fungerat som bostad skänktes 1974 av dess dåvarande ägare till Nynäshamns kommun. Därefter har den varit hembygdsgård tills den såldes 2010. Gården är nu åter igen permanent bebodd och i privat ägo.
I motsats till Norr Enby finns även ett Söder Enby beläget söder om Sorunda kyrka och anmärkningsvärt är att också den gården har en tvåvånig enkelstuga med ett dekormålat tak av ungefär samma slag som i Norr Enby, om än inte lika fulländat och välbevarat. Avståndet mellan Norr- och Söder Enby är cirka fem kilometer.

## Bilder

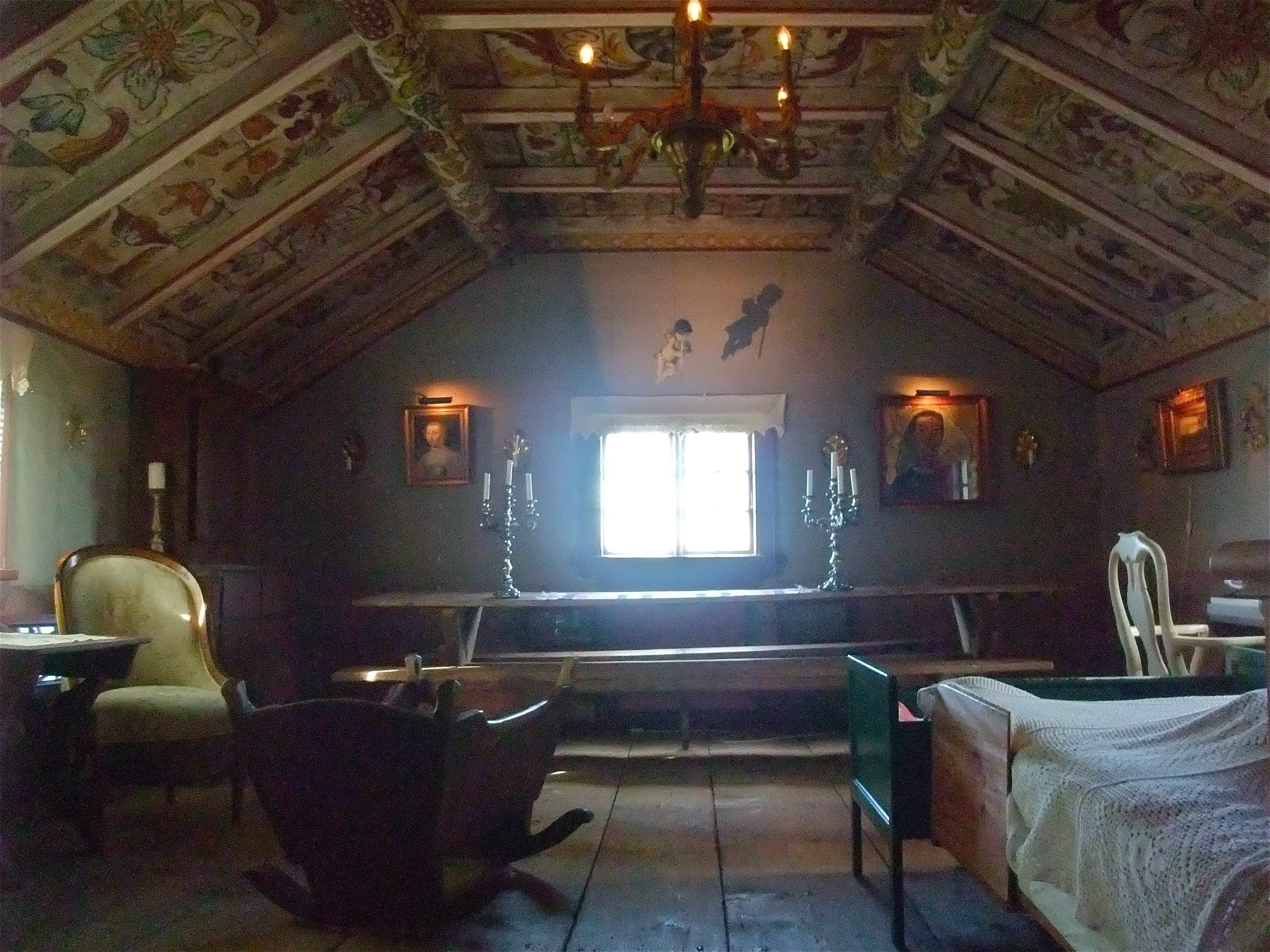
Gästabudssalen med renoverat tak och äldre möblering.
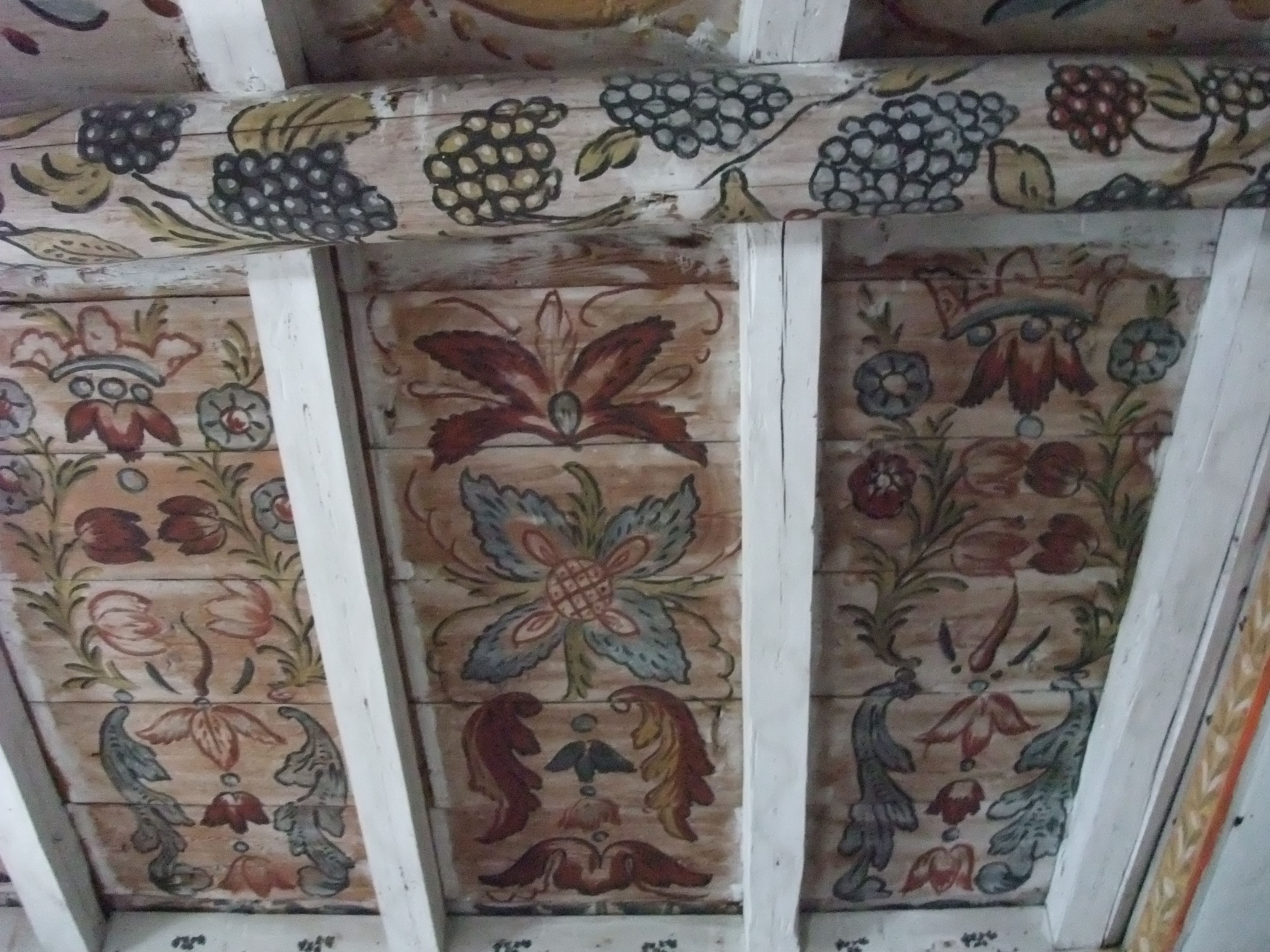
Taket i gästabudssalen är målat 1750.
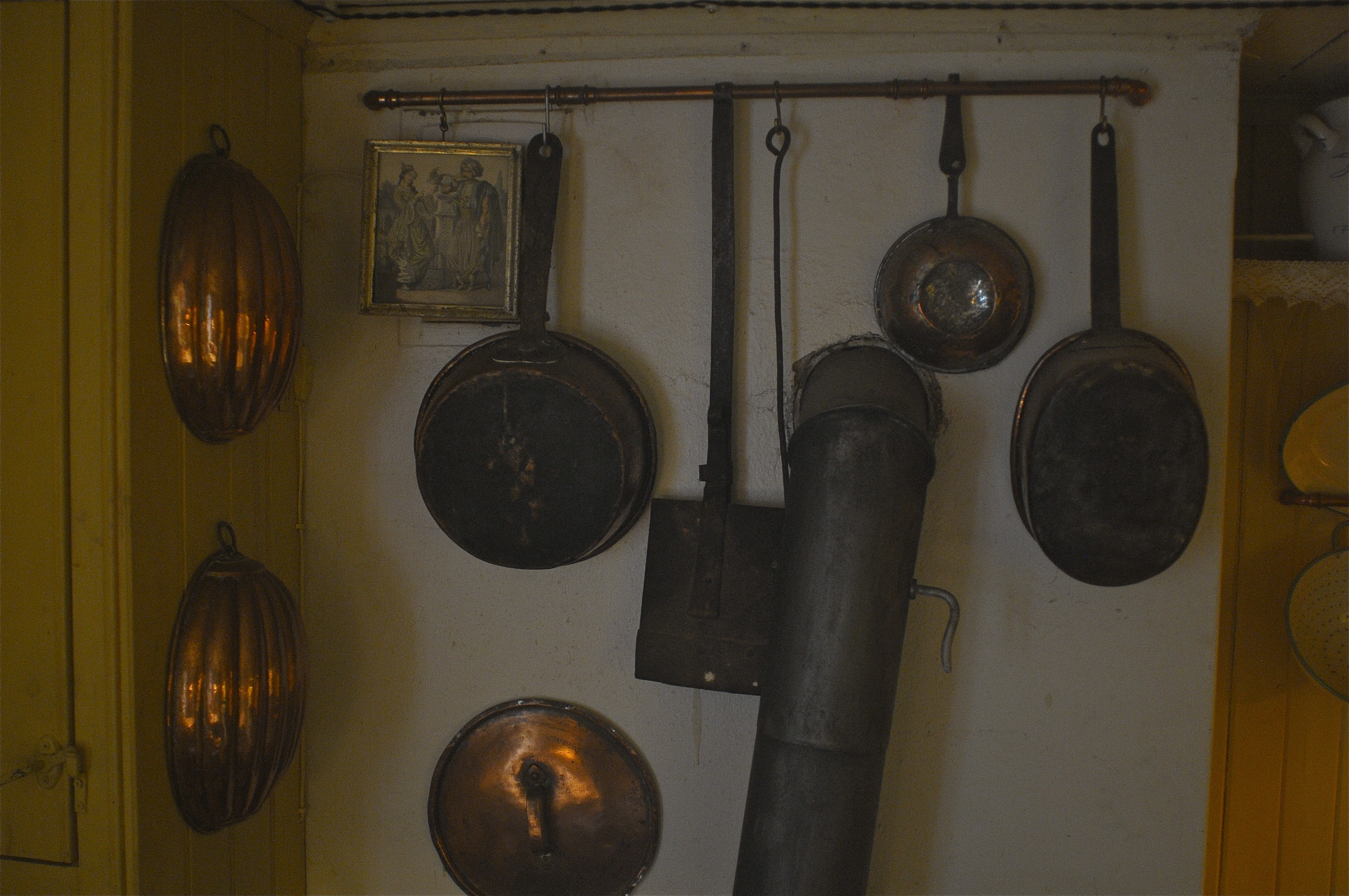
Interiör med äldre tillvaratagna köksföremål.
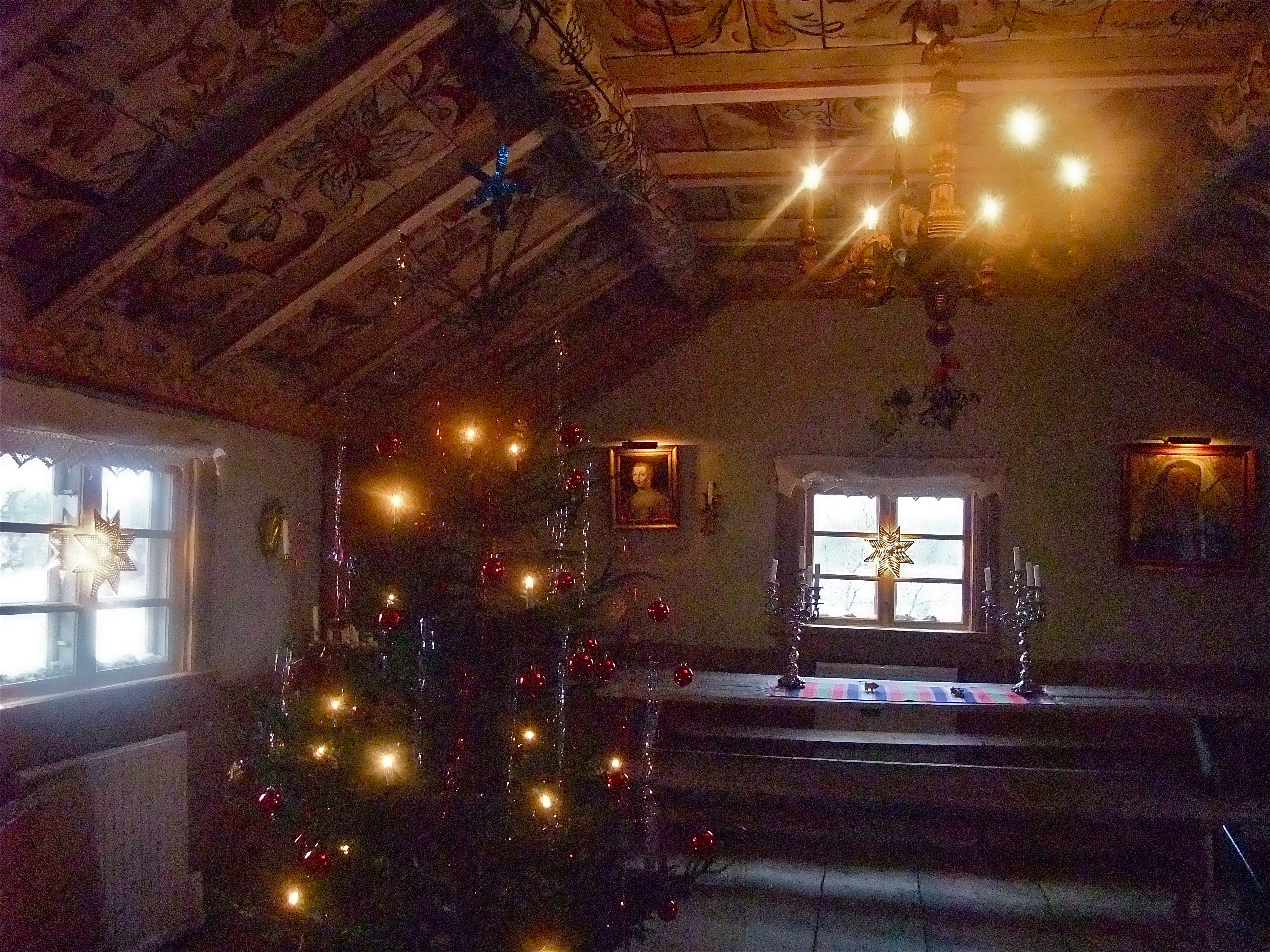
Gästabudssalen efter grundläggande konservering.
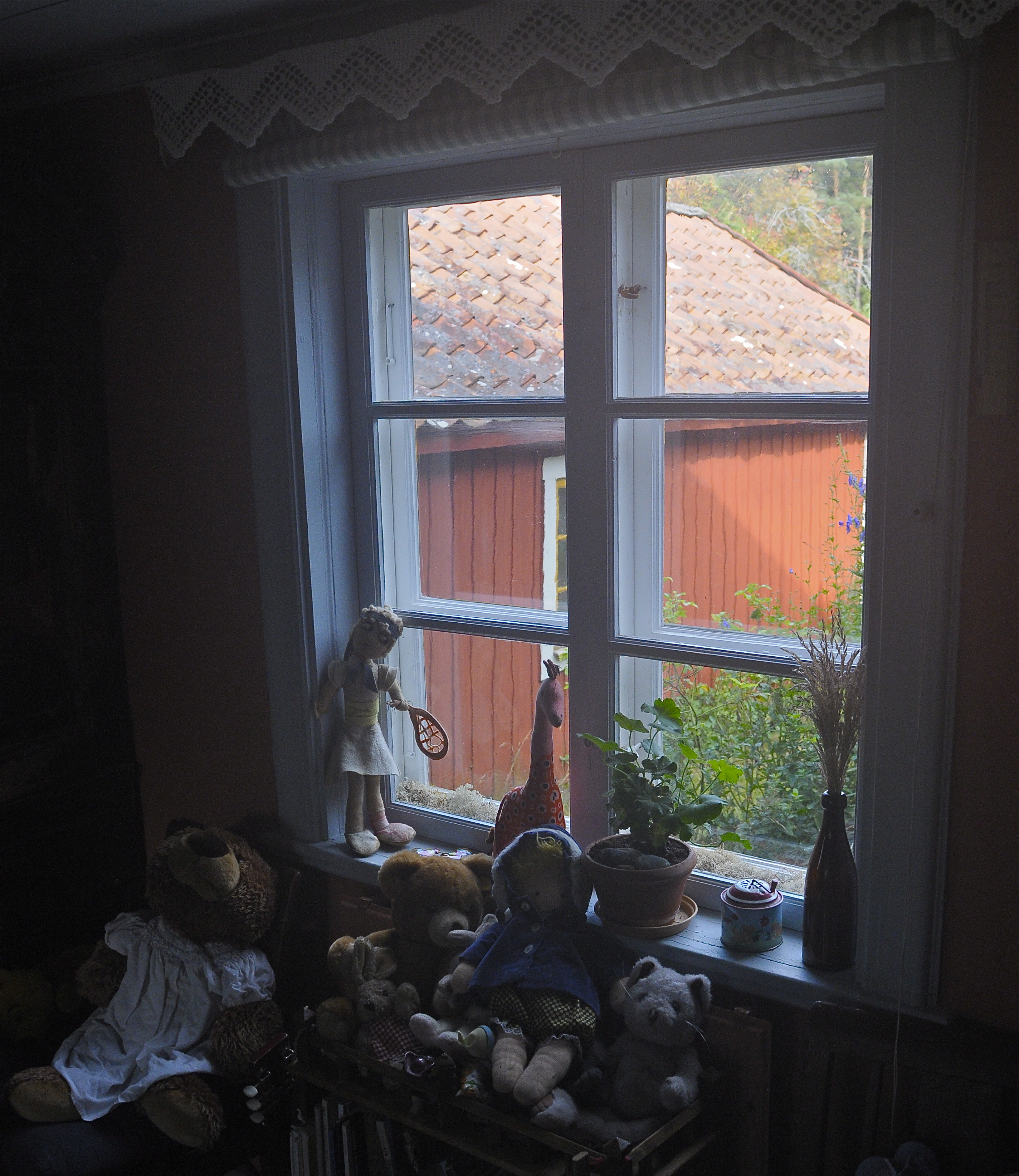
Vy genom fönstret mot gården och Andrestugan.